# Gasindi
Gasindi auch Gasindii, Kisindi, Gasindo, Gisindo oder Gisindi (althochdeutsch für „Gesinde“) waren im Langobarden- und später im Frankenreich persönliche Gefolgsleute des Königs, aus denen die Träger der Hofämter (gasindi regis) sowie die führenden Beamten, der Dienstadel, hervorgingen.
In Gasindi steckt das althochdeutsche sendan bzw. sind für „Weg“; dementsprechend sind damit ursprünglich Weggenossen oder Reisegefolge gemeint. Gasindi waren offenbar immer Freie. Waren sie auf königlichen Befehl bewaffnet tätig, konnten sie wegen begangener Dinge nicht angeklagt werden.
Die Gasindi als Gefolgschaft bei den Langobarden wandelte sich unter den Karolingern immer mehr zur Vasallität, gekennzeichnet durch ein Gefüge aus Schutz, Dienst, Unterhaltspflicht und Treueverpflichtung.